# باشگاه فوتسال بنفیکا
بنفیکا Sport Lisboa e Benfica (تلفظ پرتغالی:[sɨˈpɔɾ liʒˈβo.ɐ i βɐ̃jˈfikɐ] (دربارهٔ این پرونده شنیدن) که معمولاً با نام بنفیکا شناخته می‌شود، یک تیم فوتسال حرفه‌ای مستقر در لیسبون، پرتغال است که در Portsaluges de Fugat بازی می‌کند. .
از زمان ایجاد آن در سال ۲۰۰۱، [۲] این تیم یک رقیب ثابت برای مسابقات قهرمانی داخلی بوده‌است. آنها بین سالهای ۲۰۰۵ و ۲۰۱۳ حداقل یک جام در هر فصل کسب کردند. بنفیکا اولین تیم پرتغالی بود که قهرمان لیگ قهرمانان فوتسال یوفا (در آن زمان "جام فوتسال یوفا")، در سال ۲۰۱۰ شد و دو سال بعد در رتبه اول مسابقات قرار گرفت.[۳]
بنفیکا در حال حاضر دومین تیم پر افتخار پرتغال است که در مجموع ۲۷ جام کسب کرده‌است: ۸ قهرمانی لیگ پرتغال، ۷ جام پرتغال، ۳ جام لیگ، ۸ سوپرجام و ۱ لیگ قهرمانان فوتسال یوفا.

## تاریخچه
بنفیکا که در ۱۳ سپتامبر ۲۰۰۱ تأسیس شد، با تیم فوتسال Olímpico ادغام شد و در ۲ ژوئن توسط شرکت MPM اداره شد و بنفیکا فقط امکانات، کادر پزشکی و کیت‌ها را فراهم کرد. این اتحادیه به بنفیکا اجازه داد تا در لیگ دسته اول ۲۰۰۱–۲۰۰۲ شرکت کند. در اولین بازی خود، بنفیکا نایب قهرمان شد و با شکست ۳–۲ به میرامار فوتسال کلوپ با گل تعیین‌کننده از افتخارات آینده بنفیکا، آندره، نایب قهرمان شد. لیما. بازیکنان قابل توجه بنفیکا در اولین فصل خود، بازیکنان بین‌المللی پرتغالی، نانا، ویتینیو اول، درولا و نلیتو بودند که توسط آلیپیو ماتوس هدایت می‌شدند.
فصل بعد، با بازیکنان جدیدی مانند آندره لیما، روجریو ویللا، پدرو کاستا و آرنالدو پریرا، بنفیکا اولین قهرمانی لیگ خود را در برابر اسپورتینگ سی‌پی، اولین تاچا د پرتغال کسب کرد. و اولین SuperTaça آنها.
در سال‌های ۲۰۰۳–۲۰۰۴، سیچو و ریکاردینیو بازیکنان برجسته به بنفیکا پیوستند.